# Adelphicos
Adelphicos is een geslacht van slangen uit de familie toornslangachtigen (Colubridae) en de onderfamilie Dipsadinae.

## Naam en indeling
De wetenschappelijke naam van de groep werd voor het eerst voorgesteld door Giorgio Jan in 1862. Er zijn negen verschillende soorten, waarvan er drie tot recentelijk als ondersoort van Adelphicos quadrivirgatum werden gezien.

## Verspreiding en habitat
Alle soorten komen voor in delen van Midden-Amerika en leven in de landen Mexico, Belize, Guatemala, Honduras en Nicaragua.
De habitat bestaat uit vochtige tropische en subtropische bossen, zowel in bergstreken als laaglandbossen. Ook in door de mens aangepaste streken zoals plantages kunnen de dieren worden aangetroffen.

## Beschermingsstatus
Door de internationale natuurbeschermingsorganisatie IUCN is aan acht soorten een beschermingsstatus toegewezen. Vier soorten worden gezien als 'veilig' (Least Concern of LC) gezien, een als 'onzeker' (Data Deficient of DD) en een als 'kwetsbaar' (Vulnerable of VU). De soorten Adelphicos daryi en Adelphicos ibarrorum ten slotte worden beschouwd als 'bedreigd' (Endangered of EN).

## Soorten
Het geslacht omvat de volgende soorten, met de auteur en het verspreidingsgebied.
| Naam                      | Auteur                  | Verspreidingsgebied                            |
| ------------------------- | ----------------------- | ---------------------------------------------- |
| Adelphicos daryi          | Campbell & Ford, 1982   | Guatemala                                      |
| Adelphicos ibarrorum      | Campbell & Brodie, 1988 | Guatemala                                      |
| Adelphicos latifasciatum  | Lynch & Smith, 1966     | Mexico                                         |
| Adelphicos newmanorum     | Taylor, 1950            | Mexico                                         |
| Adelphicos nigrilatum     | Smith, 1942             | Mexico                                         |
| Adelphicos quadrivirgatum | Jan, 1862               | Mexico, Belize, Guatemala, Honduras, Nicaragua |
| Adelphicos sargii         | Fischer, 1885           | Mexico, Guatemala                              |
| Adelphicos veraepacis     | Stuart, 1941            | Guatemala                                      |
| Adelphicos visoninum      | Cope, 1866              | Mexico, Honduras                               |